# 투아마사가구
투아마사가구(Tuamasaga)는 사모아의 행정구로 우폴루섬 중부에 위치한다. 행정 중심지는 아페가(Afega)이며 면적은 479km2, 인구는 83,191명(2001년 기준)이다. 서쪽으로는 아나구, 동쪽으로는 아투아구와 접하며 행정구 안에는 사모아의 수도인 아피아가 위치한다.